# The Russia Journal
The Russia Journal — еженедельная газета на английском языке, издававшаяся в Москве и Вашингтоне с 1998 по 2005 год. Основные темы издания — российский бизнес и политика. Заявленный тираж — 25 тыс. экземпляров (2001)
Основана и возглавлялась предпринимателем индийского происхождения Аджаем Гойялом.
На Западе издание считалось пророссийским, направленным на поддержку деятельности Владимира Путина и на критику бизнесменов, ему противостоявших (прежде всего — Бориса Березовского и Михаила Ходорковского). В качестве одного из активных критиков издания выступал посол США в России Майкл Макфолл.
Стала одним из первых англоязычных изданий, опубликовавшим интервью с Путиным.
В 2005 году газета закрыта, архив выпущен на интернет-сайте издания. Часть материалов из The Russia Journal были опубликованы в книге Гойяла «Раскрывая Россию» (Uncovering Russia).